# Diocesi di Parlais
La diocesi di Parlais (in latino Dioecesis Parlaitana) è una sede soppressa e sede titolare della Chiesa cattolica.

## Storia
Parlais, identificata con Kocapinar nell'odierna Turchia, è un'antica sede episcopale della provincia romana della Pisidia nella diocesi civile di Asia. Faceva parte del patriarcato di Costantinopoli ed era suffraganea dell'arcidiocesi di Antiochia.
La diocesi è documentata nelle Notitiae Episcopatuum del patriarcato di Costantinopoli dal IX al XII secolo, ad eccezione della più antica Notitia, attribuita allo pseudo-Epifanio (VII secolo).
Le Quien attribuisce a questa diocesi cinque vescovi. Tuttavia il primo vescovo, Academio, che prese parte al concilio ecumenico celebrato a Nicea nel 325, non apparteneva a Parlais, ma alla diocesi di Pappa, come ha dimostrato Heinrich Gelzer nell'edizione critica delle liste episcopali conciliari.
Patrizio partecipò al primo concilio di Costantinopoli nel 381. Libanio intervenne al concilio di Calcedonia nel 451 e sottoscrisse nel 458 la lettera dei vescovi della Pisidia all'imperatore Leone I dopo la morte del patriarca Proterio di Alessandria. Giorgio era presente al concilio in Trullo del 691/692. Antimo infine partecipò al concilio di Costantinopoli dell'879-880 che riabilitò il patriarca Fozio di Costantinopoli.
Tuttavia il vescovo Giorgio è da eliminare dalla cronotassi di Parlais, a causa di un errore di interpretazione dei manoscritti antichi operata dall'erudita domenicano: infatti l'edizione critica degli atti di questo concilio, tra i firmatari, riporta 25 vescovi di nome Giorgio, ma nessuno di questi è attribuito dagli editori alla diocesi di Parlais.
A questi vescovi, documentati dalle fonti letterarie, si deve aggiungere il vescovo Alessandro, il cui nome appare in un'iscrizione votiva scoperta a Kocapinar e databile al IV/V secolo.
Dal XIX secolo Parlais è annoverata tra le sedi vescovili titolari della Chiesa cattolica; la sede è vacante dal 12 giugno 1967.

## Cronotassi

### Vescovi greci
- Patrizio † (menzionato nel 381)
- Alessandro † (IV/V secolo)
- Libanio † (prima del 451 - dopo il 458)
- Antimo † (menzionato nell'879)

### Vescovi titolari
- Joseph-Antoine Lang, S.M.A. † (23 luglio 1902 - 2 gennaio 1912 deceduto)
- Jean-Marie Barthe, S.I. † (19 dicembre 1913 - 11 novembre 1934 deceduto)
- Charles Vogel, M.E.P. † (10 dicembre 1934 - 11 aprile 1946 nominato vescovo di Shantou)
- Jacques Grent, M.S.C. † (10 luglio 1947 - 3 gennaio 1961 nominato vescovo di Amboina)
- William Zephyrine Gomes † (18 marzo 1961 - 12 giugno 1967 nominato vescovo di Poona)